# Полтавка (Федоровський район)
Полта́вка (каз. Полтавка) — село у складі Федоровського району Костанайської області Казахстану. Входить до складу Пішковського сільського округу.
Населення — 76 осіб (2021; 162 у 2009, 176 у 1999, 195 у 1989).